# Mesochorus basalis
Mesochorus basalis là một loài tò vò trong họ Ichneumonidae.